# Eric Murdock
Eric Lloyd Murdock (Somerville, Nueva Jersey; 14 de junio de 1968) es un exjugador de baloncesto estadounidense que disputó 9 temporadas en la NBA, en 7 equipos diferentes. Con 1,85 metros de estatura, jugaba en la posición de base.

## Trayectoria deportiva

### Universidad
En sus cuatro años en la Universidad de Providence, Murdock estableció varios récords, entre los que destacan el de más robos de balón totales (376, también récord de la NCAA), más puntos en partidos de conferencia en una temporada (435, también récord de la Big East Conference), más puntos en un partido (48, otro récord de la Big East) y más tiros libres en una temporada (238). Debido a sus habilidades era conocido como "The Man of Steal". En su año sénior promedió 25,6 puntos, 5,3 rebotes y 4,6 asistencias por partido, siendo incluido en el segundo equipo del All-America. A lo largo de sus 117 partidos con los Friars, Murdock promedió 17,3 puntos, 4,3 rebotes y 4,2 asistencias.

#### Estadísticas
| Año     | Equipo     | PJ  | PT | MPP  | %TC  | %3P  | %TL  | RPP | APP | ROB | TPP | PPP  |
| ------- | ---------- | --- | -- | ---- | ---- | ---- | ---- | --- | --- | --- | --- | ---- |
| 1987–88 | Providence | 28  | -  | 27.4 | .413 | .355 | .738 | 3.0 | 3.0 | 3.2 | 0.1 | 10.7 |
| 1988–89 | Providence | 29  | -  | 32.3 | .457 | .349 | .762 | 4.7 | 4.7 | 3.3 | 0.3 | 16.2 |
| 1989–90 | Providence | 28  | -  | 29.8 | .419 | .365 | .762 | 4.1 | 4.1 | 2.8 | 0.5 | 15.4 |
| 1990–91 | Providence | 32  | -  | 34.7 | .445 | .350 | .812 | 5.3 | 5.3 | 3.5 | 0.2 | 25.6 |
| Total   | Total      | 117 | -  | 31.2 | .436 | .354 | .784 | 4.3 | 4.3 | 3.2 | 0.3 | 17.3 |

### Profesional
Murdock fue seleccionado en la 21.ª posición del Draft de la NBA de 1991 por Utah Jazz, donde únicamente militó en su primera temporada en la liga. Como suplente de John Stockton, Murdock firmó 4,1 puntos y 1,8 asistencias en 9,6 minutos de juego por encuentro. Al finalizar la temporada fue traspasado a Milwaukee Bucks, equipo en el que se hizo un nombre en la NBA. En su primera campaña en los Bucks aumentó sus estadísticas de 4,1 puntos en los Jazz a 14,4, acompañado de 3,6 rebotes, 2,2 robos y 7,6 asistencias y un 41,1% en triples en 79 partidos. Al año siguiente aportó 15,3 puntos (récord personal), 2,4 robos (otro récord), 6,7 asistencias, 3,2 rebotes por noche. Tras otra campaña en los Bucks, con la temporada 1995-96 fue enviado a Vancouver Grizzlies junto con Eric Mobley a cambio de Benoit Benjamin. Lejos del nivel que le hizo codearse con los mejores bases de la NBA, Murdock pasó sus últimas cuatro temporadas en la liga en Denver Nuggets, Miami Heat, New Jersey Nets y Los Angeles Clippers. En su carrera en la NBA, disputó 508 partidos y anotó un total de 5118 puntos.
En la temporada 1996-97, aparte de con los Nuggets, Murdock jugó en el Teamsystem Bolonia de Italia, finalizando subcampeón de liga. Tras su estancia en la NBA, Murdock se marchó a las ligas menores estadounidenses (CBA y ABA 2000) y al Virtus Bolonia italiano en la 2002-03.

## Estadísticas de su carrera en la NBA

### Temporada regular
| Año     | Equipo        | PJ  | PT  | MPP  | %TC  | %3P  | %TL  | RPP | APP | ROB | TPP | PPP  |
| ------- | ------------- | --- | --- | ---- | ---- | ---- | ---- | --- | --- | --- | --- | ---- |
| 1991–92 | Utah          | 50  | 0   | 9.6  | .415 | .192 | .754 | 1.1 | 1.8 | 0.6 | 0.1 | 4.1  |
| 1992–93 | Milwaukee     | 79  | 78  | 30.8 | .468 | .261 | .780 | 3.6 | 7.6 | 2.2 | 0.1 | 14.4 |
| 1993–94 | Milwaukee     | 82  | 76  | 30.9 | .468 | .411 | .813 | 3.2 | 6.7 | 2.4 | 0.1 | 15.3 |
| 1994–95 | Milwaukee     | 75  | 32  | 28.8 | .415 | .375 | .790 | 2.9 | 6.4 | 1.5 | 0.2 | 13.0 |
| 1995–96 | Milwaukee     | 9   | 0   | 21.4 | .364 | .261 | .667 | 1.6 | 3.9 | 0.7 | 0.0 | 6.9  |
| 1995–96 | Vancouver     | 64  | 14  | 23.1 | .422 | .320 | .809 | 2.4 | 4.6 | 2.0 | 0.1 | 9.1  |
| 1996–97 | Denver        | 12  | 0   | 9.5  | .455 | .400 | .917 | 0.9 | 2.0 | 0.8 | 0.2 | 3.8  |
| 1997–98 | Miami         | 82  | 1   | 17.0 | .422 | .308 | .801 | 1.9 | 2.7 | 1.3 | 0.2 | 6.2  |
| 1998–99 | New Jersey    | 15  | 8   | 26.7 | .395 | .364 | .808 | 2.3 | 4.4 | 1.5 | 0.1 | 7.9  |
| 1999–00 | L.A. Clippers | 40  | 15  | 17.3 | .385 | .381 | .638 | 1.9 | 2.7 | 1.2 | 0.1 | 5.6  |
| Total   | Total         | 508 | 224 | 23.4 | .438 | .343 | .786 | 2.5 | 4.9 | 1.6 | 0.1 | 10.1 |

### Playoffs
| Año     | Equipo | PJ | PT | MPP  | %TC  | %3P  | %TL   | RPP | APP | ROB | TPP | PPP |
| ------- | ------ | -- | -- | ---- | ---- | ---- | ----- | --- | --- | --- | --- | --- |
| 1991–92 | Utah   | 3  | 0  | 3.7  | .600 | .000 | 1.000 | 1.0 | 0.3 | 0.3 | 0.3 | 2.7 |
| 1997–98 | Miami  | 5  | 0  | 25.0 | .344 | .222 | .821  | 4.0 | 3.0 | 1.4 | 0.0 | 9.4 |
| Total   | Total  | 8  | 0  | 17.0 | .378 | .200 | .833  | 2.9 | 2.0 | 1.0 | 0.1 | 6.9 |